# Santa Maria in Macello Martyrum
Santa Maria in Macello Martyrum, även benämnd Santa Maria in Macello, Sant'Agata de' Tessitori och Santa Maria degli Angeli alle Colonnaccie, var en kyrkobyggnad i Rom, helgad åt Jungfru Maria. Kyrkan var belägen vid Via della Croce Bianca i närheten av Nervas forum i Rione Monti.

## Kyrkans historia
Den ursprungliga kyrkan på denna plats uppfördes förmodligen på 1000-talet och bar namnet Santa Maria de Angelis. Tillnamnet ”Angelis” åsyftar två änglahuvuden i marmor på kyrkans fasad. Sedermera förekom tillnamnet ”in Macello”, vilket åsyftar ett matvarutorg, som ingick i Mercati Traianei.
Påve Leo X (1513–1521) lät bygga om kyrkan i renässansstil och förlänade den åt Compagnia dei Tessitori, vävarnas skrå, som lät helga den åt sin skyddspatron – den heliga Agata. Detta dokumenteras i en förteckning över Roms kyrkor, sammanställd under påve Pius V:s pontifikat (1566–1572). Den tämligen enkla fasaden hade lisener och en tondo med en fresk föreställande den heliga Agata. Under 1500-talet benämndes kyrkan även med tillnamnet ”alle Colonnacce” eller ”alle Colonnaccie”, vilket avser två antika kolonner vid Nervas forum.
Den enskeppiga interiören hade, förutom högaltare, fyra sidokapell. Högaltaret hade en fresk med Jungfrun och Barnet.
Under 1920- och 1930-talen genomfördes genomgripande omstruktureringar av Roms stadsbild och gatunät. Kyrkan Santa Maria in Macello Martyrum revs 1932 i samband med anläggandet av Via dell'Impero, sedermera benämnd Via dei Fori Imperiali, och Via Cavour.

## Bilder
| - De två så kallade Colonnacce vid Nervas forum. Gravyr av Luigi Rossini från 1800-talet. - Santa Maria in Macello Martyrum (nummer 1584) vid Via della Croce Bianca. Utsnitt från en karta från år 1835. |